# Cruzado novo

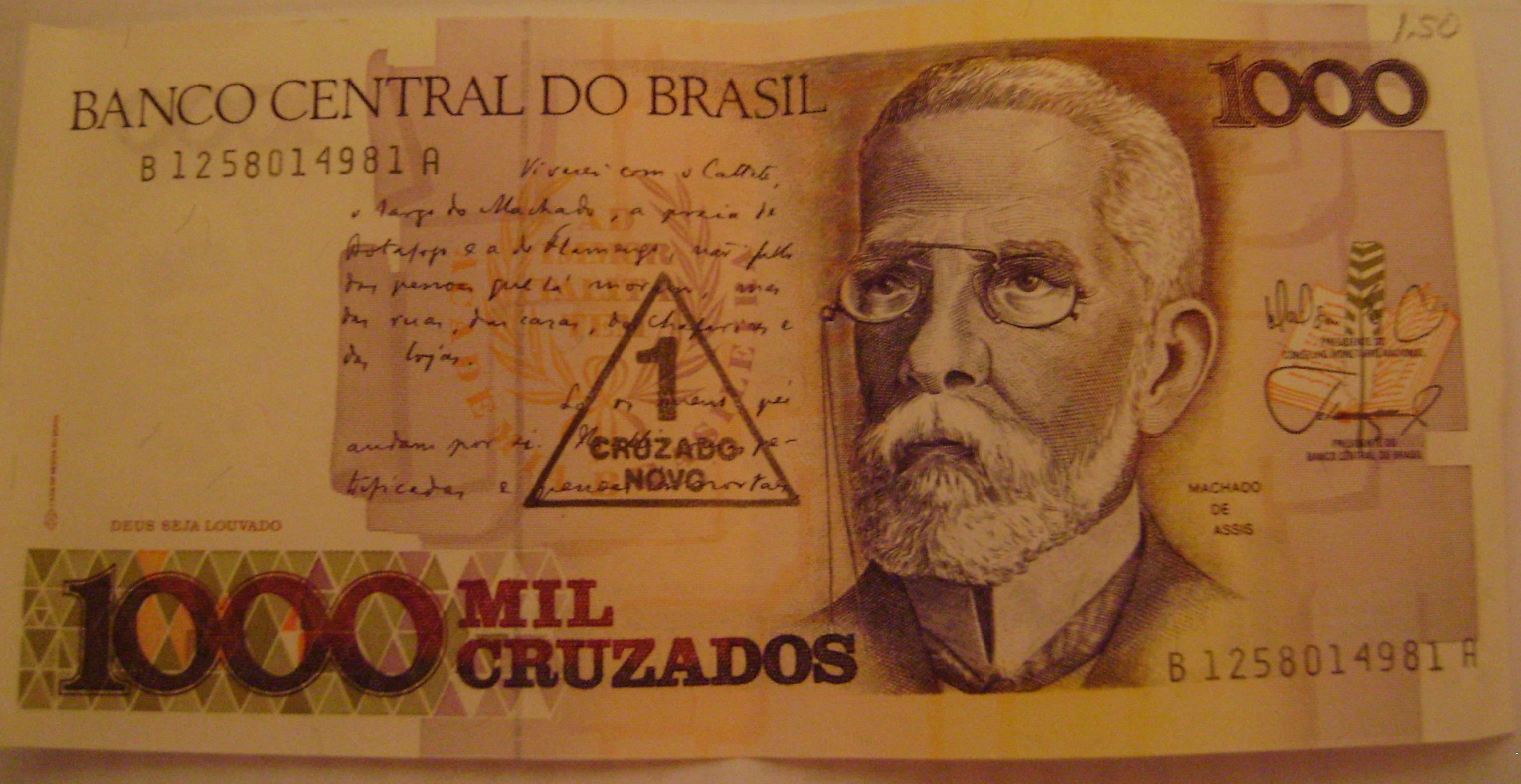
1000 Cruzados Novo.

El Cruzado Novo, también llamado cruzado de plata, es una moneda de plata de Portugal de valor de 480 réis acuñada por primera vez por Pedro II, el Pacífico (1683-1706) con ley de 916,6 milésimas y peso de 17,31 g. Con Juan V, el Magnánimo (1706-1750) su peso baja a 14,68 g, conservando su valor y ley y lo continúan acuñando sus sucesores hasta María II, la Educadora (1834-1853). A la moneda llamada pinto, moneda de oro de 1,07 g y misma ley que la moneda de plata y de valor de 400 réis, nombre popular y que luego se oficializó en tiempos de Juan V, también se la llamó cruzado novo, porque aunque su valor oficial anterior era de 400 reis, circuló en tiempos de este monarca por el valor de 480 reis.
En Brasil, se llamó así a la moneda creada con motivo de la Reforma monetaria de 1989, originada con A Medida Provisoria nº 32, de 15.01.1989 (D.O.U. de 16.01.89), confirmada por la ley nº 7.730 de 31.01.1989 (D.O.U. de 01.02.89), en que se instituyó el cruzado novo como unidad del sistema monetario, correspondiendo al valor de 1000 cruzados anteriores, manteniéndose como divisorio el centavo. La Resoluçao nº 1.565 de 16.01.1989, del Consejo Monetario Nacional dispuso la implantación de este nuevo patrón.
- Datos: Q1764812
- Multimedia: Brazilian cruzado novo / Q1764812